# ČD-Baureihe 363.5
Die Mehrsystem-Elektrolokomotiven der ČD-Baureihe 363.5 entstanden durch die Modernisierung und den Umbau von Lokomotiven der ČD-Baureihe (BR) 163 für das Eisenbahnverkehrsunternehmen ČD Cargo (ČDC). Dank ihrer IGBT-Umrichter gehören sie zu den sparsamsten und effizientesten Triebfahrzeugen (Tfz) Tschechiens.

## Entstehung
Die konkreten Pläne zur Modernisierung älterer Lokomotiven der BR 163 und 363 entstanden 2005/2006 und betrafen die Škoda-Bauserien 71 E1 von 1984 und 71 E2 von 1985/1986. Mit der Maßnahme sollte ihre Lebensdauer um mindestens 20 Jahre verlängert, die ČDC-Triebfahrzeugflotte verjüngt, die Wartungskosten gesenkt und Ersatzteile für die übrigen Fahrzeuge gewonnen werden. Zur Umsetzung kam es erst nach der (am 1. Dezember 2007) erfolgten Gründung von ČDC. Das Unternehmen benötigte für die Bahnstromsysteme 25 kV/50 Hz Wechselspannung (AC) und 3 kV Gleichspannung (DC) sowie die angestrebte Erweiterung ihres Geschäftsfeldes in die Slowakei und nach Ungarn geeignete Mehrsystem-Lokomotiven. Hauptinhalt des Auftrags war deshalb die umfassende Modernisierung und der Umbau von Maschinen der BR 163 zu Zweisystemlokomotiven. Der Auftrag wurde 2008 ausgeschrieben, für den Škoda Transportation zusammen mit Pars Nova den Zuschlag erhielt. In den Jahren 2010–2013 entstanden 30 Lokomotiven, die der älteren Baureihe 363 zur Seite gestellt wurden.

## Modernisierungsverlauf und Versuchsbetrieb

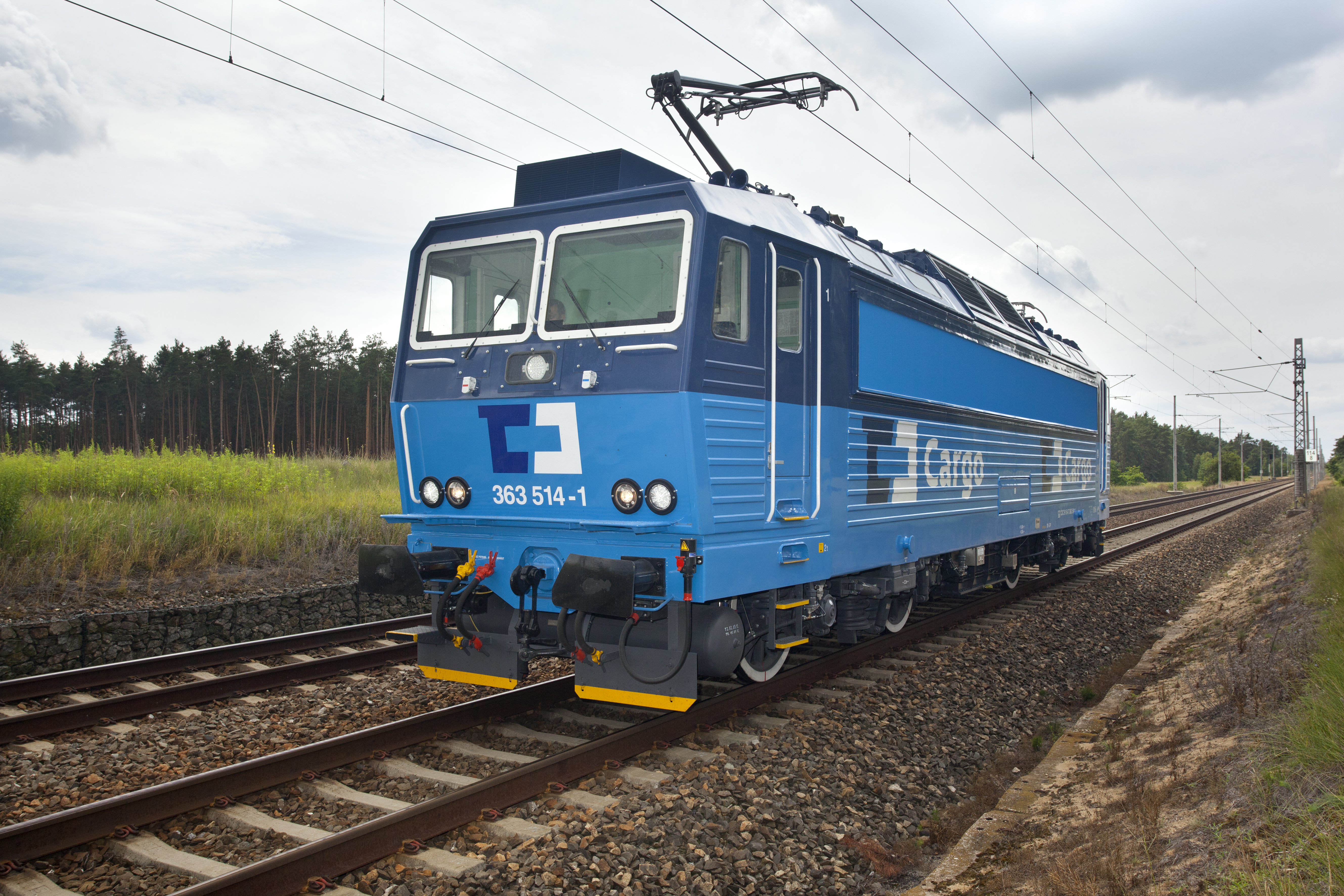
363 514 bei einer Probefahrt

Im März 2009 erreichte die frühere 163 031 das Werk Šumperk und kam nach ihrem Umbau am 6. September 2010 unter der neuen Bezeichnung 363 501 zu Škoda Transportation zur Inbetriebnahme. Am 1. November 2010 fuhr sie erstmals auf der Pilsener Teststrecke für Prototypentests. Als zweite Maschine kam die 2008 in Moravany verunfallte ehemalige 163 004 am 1. November 2010 als 363 502 zur Inbetriebsetzung nach Pilsen, die am 27. Dezember 2010 erfolgte. Sie kam am 11. Januar 2011 als erste dieser BR zur Optimierung der Steuerungssoftware und für Typprüfungen auf den Eisenbahnversuchsring Velim. Die 363 501 wurde am 24. Mai 2011 an ČDC übergeben und wenige Tage später erstmals eingesetzt. Schrittweise wurden bis 2013 alle dreißig Maschinen der ČDC-Baureihe 163 umgebaut.
Während der Testphase ergingen rund 120 Verbesserungsvorschläge und Anregungen des Schienenfahrzeughalters an den Hersteller, die größtenteils umgesetzt wurden und zu einer höheren Zuverlässigkeit und Benutzerfreundlichkeit führten. Nach der nationalen Genehmigung erfolgte im Mai 2012 die Baureihenzulassung für die Slowakei und im September desselben Jahres für Ungarn.

## Technische Beschreibung

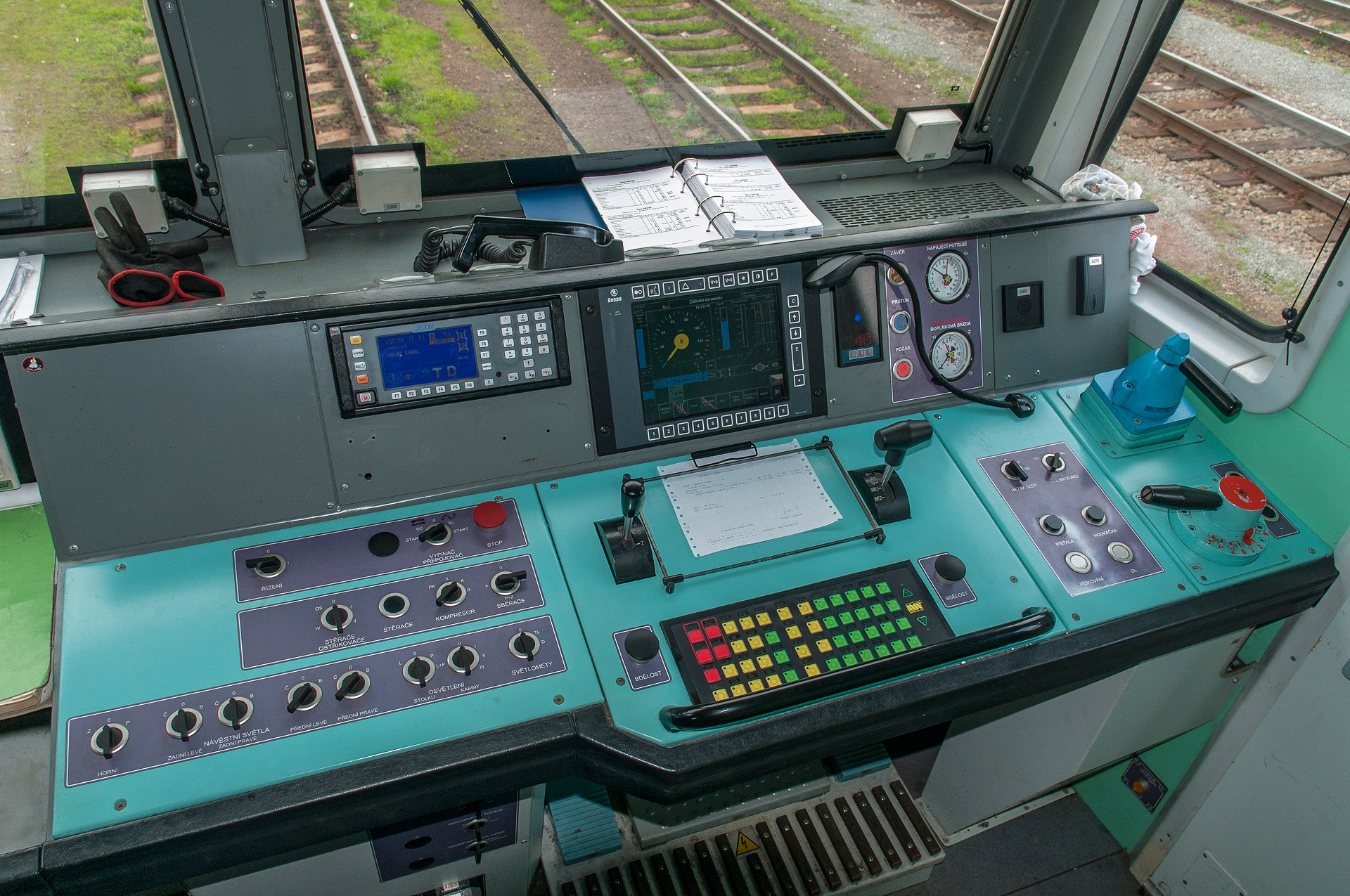
Führerpult der BR 363.5

Neue Traktionsumrichter, die Mehrfachtraktionssteuerung und die Ertüchtigung für 25 kV/50 Hz erhöhen die Gebrauchseigenschaften und reduzieren zugleich den Energieverbrauch. Von der vorherigen Traktionsausrüstung wurden nur zwei Paar Škoda-Glättungsdrosseln 1 CLVH 360-2b und der Bremswiderstandsblock mit seinen vier Kühlerlüftern übernommen. Der bei allen Škoda-Lokomotiven der 2. Generation (BR 163, 263, 363) vereinheitlichte mechanische Teil blieb weitgehend erhalten. Um die Arbeitsplatz-Ergonomie bei der Modernisierung zu berücksichtigen, erfolgte eine Zusammenarbeit mit dem Verband der Lokführer Tschechiens FSČR (Federace strojvůdců České republiky). So bekamen die Führerstände aufgearbeitete Heizkörper, eine neue Fußbodenheizung, Wasserkocher, Mikrowellenherd, Kühlschrank und Waschbecken mit Warmwasserboiler.

### Elektrischer Teil und Steuerung

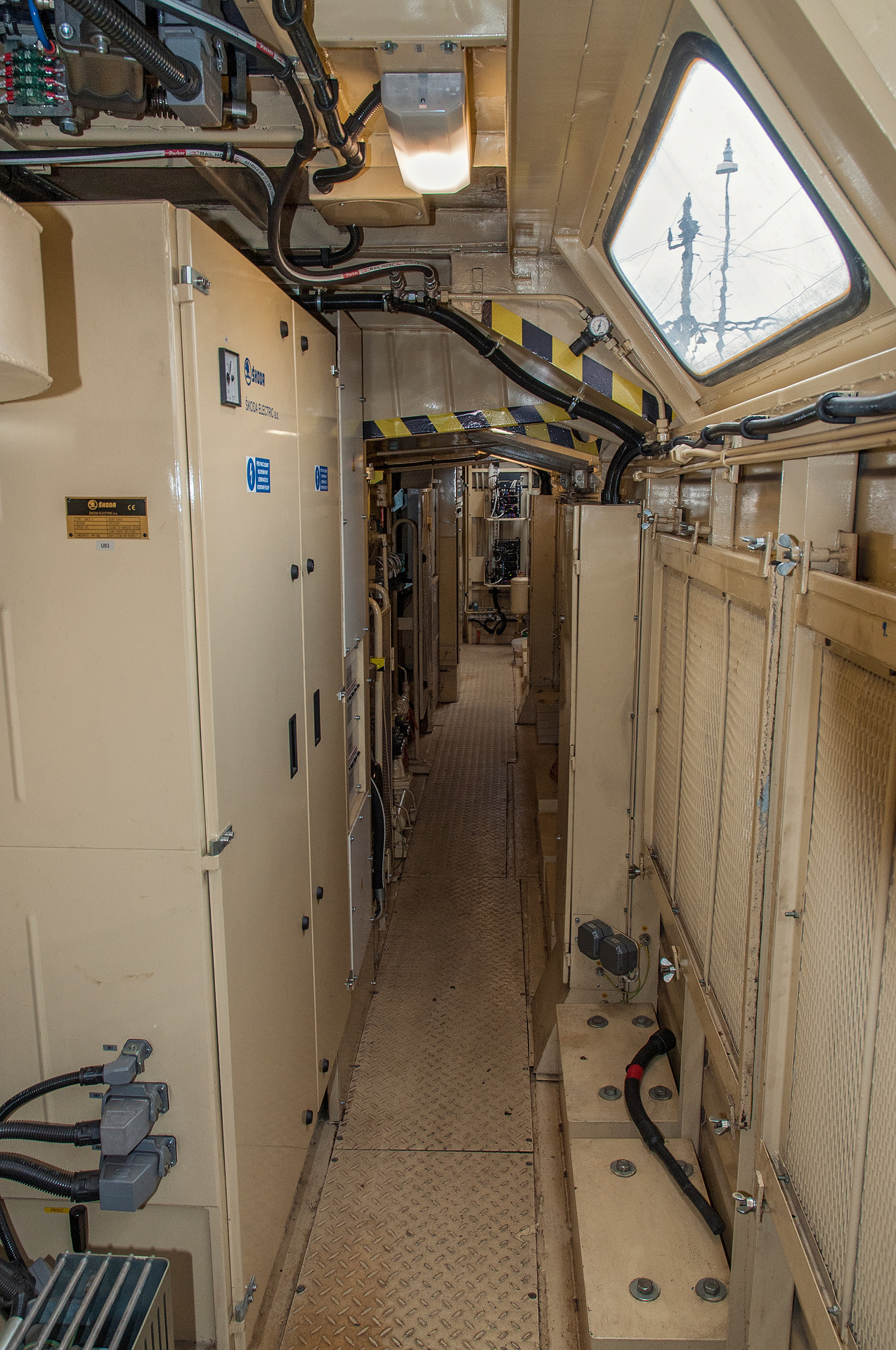
Maschinenraum der BR 363.5 mit Hilfsbetriebeumrichterschrank (links), Lufteinlassfiltern und Ballastgewichten (rechts)

#### Hochspannungs- und Traktionsausrüstung
Die Lokomotiven erhielten Einholmstromabnehmer AX-NG 2600 mit Schleifleistenüberwachung und Trennschaltern, AC-Vakuumhauptschalter, elektromagnetische DC-Hauptschalter mit Schnellabschaltung, Systemumschalter, Erdungsschalter und ein Energieverbrauchsmesssystem nach EN 50463. Eine DC/AC-Systemindikationsschaltung sorgt für die korrekte Stromkreiseinspeisung über Umschalteinrichtungen entsprechend der Systemspannung. Der mineralölgekühlte Siemens-Transformator EFAT 6745 verfügt sekundärseitig über vier Traktions- und zwei Heizwicklungen. Seine asymmetrische Form wurde bewusst gewählt, damit neben ihm in seinem Behälter zwischen den Drehgestellen eine 3-kV-Eingangsfilterdrossel, die originalen Glättungs- sowie zwei neue 100-Hz-Filterkreisdrosseln der Vierquadrantensteller Platz fanden und das ursprüngliche Belüftungskonzept der Lok erhalten blieb. Die Traktionswicklungen sind im AC-Netz über den Systemumschalter und die Netzschütze mit den vier Pulswechselrichtern zur Stromabnahme/-rückspeisung mit einem Leistungsfaktor nahe eins verbunden.
Die Ausgänge zweier Pulsgleichrichter (2 × 900 Hz) sind parallel an den 3-kV-Gleichstromzwischenkreis angeschlossen. Sie versorgen neben dem 100-Hz-Saugkreis der zweiten Oberwelle auch den Zwischenkreis-Schnellschutz, den Primärumrichter der Hilfsbetriebe (900 Hz), die Pulsumrichter der Bremswiderstände (600 Hz) vor allem zwei (zweiphasig mit 300 Hz arbeitende) Pulsumrichter zur kontinuierlichen und verlustarmen Regelung der Fahrmotor-Ankerspannung bis zu 2800/2 V – beide Fahrmotorankerwicklungen eines Drehgestells sind permanent in Reihe geschaltet. Der Umbau der originalen Fahrmotoren zum Typen AL 4542 FmS mit 925 kW Dauerleistung folgte einem Škoda-Modernisierungskonzept von 1991 mit zwei Versuchsmotoren 2AL 4542 FiR mit höherer Ankerspannung. Andere Parameter einschließlich des minimalen Anker-/Erregerstromverhältnisses von 715/22,9 A blieben unverändert. Gekühlt wird die Traktionsausrüstung (Traktionsumrichter, Fahrmotoren, Trafoölkühler) durch zwei zweistufig arbeitende Lüfteranlagen.
Zwei synchronisierte, prozessorgesteuerte IGBT-Umrichter Škoda 4 MS-1 (6,5 kV/750 A) versorgen mit 610 Volt DC auch einen Hilfsstromrichterblock und ermöglichen die Rekuperation, Widerstands- oder (mit der Druckluftbremse) kombiniertes Bremsen in beiden Systemen. Trenntransformatoren der Traktionsstromrichter trennen die Netze der Hilfsbetriebe galvanisch vom Potenzial des Zwischenkreises (oder der DC-Fahrleitung). Eine der Trenntrafowicklungen speist über einen Diodengleichrichter den Zwischenkreis der Hilfsstromrichter, die andere über einen Diodengleichrichter und einen Umkehrimpulswandler die in Reihe geschalteten Erregerwicklungen eines Drehgestells (300 Hz). Im DC-System werden die Traktionskreise über Filterdrosseln versorgt. Hinter den Drosseln teilen sich die Stromkreise in zwei identische Zweige zu den Umrichterschränken. Im Gegensatz zu vielen anderen Tfz werden die Umrichter-Zwischenkreise nicht direkt, sondern über die Zweige des Systemumschalters versorgt. Die Umrichter fungieren im DC-System als Eingangswandler und ermöglichen die schnelle Trennung der Traktionsanlagen (einschließlich Trennung der Umrichter-Zwischenkreise) von der Fahrleitung bei Verbot der Gleichstromrückspeisung, Fernkurzschluss usw. Teil der Umrichtersteuerung ist ein hochwertiger Schleuder- und Gleitschutz, der die Fahrt an der Adhäsionsgrenze ermöglicht.
Beim Bremsen wird die elektrodynamische Bremse (EDB) gegenüber der pneumatischen Bremse priorisiert, die Fahrmotoren arbeiten dann als Generatoren. Wandler erhöhen die Spannung beim Bremsen mit Mischstrom über die erwähnten Glättungsdrosseln und halten die maximale Bremskraft der EDB bis 10 km/h herab aufrecht. Die erzeugte Energie wird über die Pulsumrichter in den Gleichstromzwischenkreis eingespeist, wo ein Teil die Hilfsbetriebe versorgt und den Eigenverbrauch der Lokomotive deckt und der verbleibende Teil entweder in das Netz zurückgespeist oder in den Bremswiderständen in Wärme umgewandelt wird, wenn z. B. das Bahnstromnetz nicht oder nur teilweise in der Lage ist, die zurückgewonnene Energie aufzunehmen oder Regelungen der Infrastrukturbetreiber die Rekuperation verbieten. Bei deaktivierter EDB oder elektrischer Trennung des Tfz von der Fahrleitung, z. B. bei der Fahrt mit gesenkten Stromabnehmern, wirkt die EDB als netzunabhängige Widerstandsbremse; Voraussetzung ist die vorherige Filteraufladung als Fahrmotor-Erregerstromquelle.

#### Hilfsbetriebe- und Bordnetz
Das Hilfsbetriebenetz teilt sich in 440 V DC (Lüftermotoren der Traktionsgeräte), 3×400 V/50 Hz (Kompressormotor, Trafoölpumpen, Klimaanlagen, Frontscheibenheizung, Ladegerätlüfter) und 610 V DC (Batterieladegerät, Führerstandheizung). Bei ausgeschaltetem Hauptschalter und Geschwindigkeiten über 20 km/h bleiben über den Nachspeisemodus die Filterspannung erhalten und alle Hilfsbetriebe in Betrieb.
Komplett ersetzt wurde die Verkabelung, die nun feuerfest ist. Die ursprünglichen Halogen-Signalleuchten und die Innenbeleuchtung wichen modernen LED- bzw. Leuchtstofflampen. Das 24-Volt-Bordnetz ist zur gestaffelten Zuschaltung der Verbraucher dreigeteilt in:
- Batterie direkt
- Versorgung ab dem Batterieschalter
- Versorgung ab dem Steuerschütz

Das aus zwei redundanten Modulen aufgebaute elektronische Ladegerät lädt die wartungsfreie 330-Ah-Batterie, versorgt mit 230 V/50 Hz die Nebenverbraucher im Führerstand und ist an die externe 3×400-V-Steckdose angeschlossen. Die Batterie setzt sich aus zwei Blöcken in Parallelschaltung zu je 11 in Reihe angeordneten Zellen zusammen, sodass auch bei Ausfall eines Blocks die Fahrt fortgesetzt werden kann.

#### Steuerung
Ein Mikroprozessorrechner übernimmt als Zentralsteuergerät (ZSG) die übergeordnete Fahrzeugsteuerung, automatische Zugführung (tschechisch CRV&AVV – centrální regulátor vozidla & automatické vedení vlaku) und Mehrfachsteuerung. Außer den Peripheriegeräten, wie den TFT-Führerstandsdisplays und Umrichterblöcken, ist er per DFÜ mit Škoda Datarail verbunden. Neben der manuellen Steuerung von Zug- und EDB-Bremskraft über den Hauptfahrhebel bietet der Automatikmodus (A) des CRV&AVV-Systems die Grundfahrmodi „Fahren“, „Auslauf“, „Bremsen“ und „Vorzugsbremsen“ zur automatischen Regelung von Zug- und Bremskraft (elektrisch/pneumatisch einschließlich ihrer Synergetik) basierend auf den (per Tastaturfeld) voreingestellten Daten. Der Zielbremsmodus (CB – Cílové brzdění) ist abhängig von den Informationen aus der Streckenkarte mit dem Geschwindigkeitsprofil, wird von ČDC aber nicht genutzt. Gemeinsame Zusatzfunktionen in den Modi A und CB sind eine Traktionsleistungsbegrenzung (z. B. bei schwacher Fahrleitungsspannung), eine Zug- und EDB-Bremskraftbegrenzung (z. B. bei verminderter Schienenhaftung oder auf Anordnung) und die Zuglängenmessung.
Die Mehrfachsteuerung erfolgt nach dem tschechischen Standard NVL (Národní vlaková linka) über die Dosen unterhalb der Stirnfenster und 18-adrige UIC-Kabel, der jedoch keine Funktionen nach dem Standard UIC 558 erfüllt.
ČDC gestattet derzeit (2023) in seiner Bedienvorschrift nur die „artreine“ Mehrfachtraktion mit der BR 363.5, obwohl der ZSG-Hersteller und Škoda Transportation auch einen gemischten Betrieb mit der ČD-BR 753.7 vorsahen. Beide Bahnstromsysteme ermöglichen die Fahrt mit einem Drehgestell, eine Notfahrt ohne übergeordnete Steuerung (mit max. 50 km/h) und den aktiven Abstellmodus der Lokomotive.

#### Sicherheitseinrichtungen
Eine Brandmeldeanlage überwacht mit sieben Thermodifferentialsensoren in zwei Zonen die Traktionsumrichter- und Hilfsbetriebeschränke, den Hochspannungs-Geräteblock, das Ladegerät, den Maschinenraumgang und den Kompressorbereich.
Für den Einsatz in Tschechien, der Slowakei und in Ungarn sind die Lokomotiven mit dem Mirel-Zugsicherungssystem ausgestattet. Gemäß der ČDC-Forderungen blieb im Maschinenraum noch Platz für eine Nachrüstung der Sicherheitseinrichtungen für die PKP PLK, CFR und BDŽ bzw. von ETCS L2, deren Einbau jedoch nicht im Rahmen der Modernisierung erfolgte. Das Funkgerät VS47 wurde zum VS67 modifiziert und an separate 150/160-MHz-, 450-MHz- und GSM-R/450-MHz-Antennen angeschlossen.
Im September 2022 wurde zwischen ČD Cargo und ČD-Telematika der Liefervertrag für die ETCS-Ausrüstung der 30 Lokomotiven unterzeichnet. Beteiligt daran sind fünf weitere Unternehmen des Verbunds aus Siemens Mobility, Škoda Transportation, AŽD Praha, TRAMECo Systems und ČMŽO-elektronika. Der Auftragswert beträgt 21,75 Mio. Euro (ca. 533 Mio. CZK). Die Installation soll im Škoda Pars-Werk in Šumperk erfolgen.

### Mechanischer Teil
Der Lokkasten wurde komplett zerlegt, aufgearbeitet und mit dem ČDC-Farbkonzept versehen. Äußerlich zu erkennen ist diese Baureihe an den verblendeten runden Seitenfenstern und der Dachausrüstung. Die Drehgestelle, Achsgetriebe und der Škoda-Kardanantrieb entsprechen der BR 263 und 363. Die nach 1994 deaktivierte und zum Teil ausgebaute Drehgestellquerkopplung wurde einschließlich deren Koppelstangen erneuert. Trotz der unveränderten Höchstgeschwindigkeit von 120 km/h wurden zwischen neuen Konsolen am Drehgestellrahmen und am Unterbauträger des Lokkastens je Drehgestell zwei Schlingerdämpfer nachgerüstet. Teile der Lokabfederung einschließlich der vertikalen Aufhängung des Lokkastens wurden zur Schadensverhütung modernisiert und zugleich die Sekundärfederträger modifiziert. Zur Zugkrafterhöhung im Güterverkehr wurden die Lokomotiven auf 88 Tonnen ballastiert; die Gewichte fanden ihren Platz an der linken Seiteninnenwand. Der Maschinenraum erhielt für die neuen Geräteschränke entsprechende Konsolen und geänderte Kühlkanäle.
In den Stirnfenstern kommen Sicherheitsglas nach Empfehlung der UIC 651 und Blendschutzrollos zum Einsatz. Die Führerstände erhielten neue Eingangs- und Maschinenraumtüren, Klimaanlagen BREMOK LK mit 3,5 kW Kühlleistung, eine Mineralwolldämmung  und eine neue Innenverkleidung.

### Druckluft- und Bremsanlage
Angetrieben von einem Asynchronmotor liefert ein ölfreier Kolbenkompressor mit Lufttrockner 2000 l/min Druckluft mit 10 bar. Primäre Druckluftquelle zum Aufrüsten ist ein batteriebetriebener Hilfskolbenkompressor; später ergänzt um einen Trockner. Hauptkomponenten der selbsttätigen DAKO-GP-Druckluftbremse sind der Verteiler LTR 8", das Ergänzungsventil LRV, zwei Bedienhebel OBE 1, das BSE-Steuerventil und ein OL2-Löseventil. Vor dem Steuerventil erfasst ein Durchflussmesser den Luftstrom in der Hauptluftleitung (Hll), damit im Führerpult ein erhöhter Durchfluss, außer beim regulären Füllen und Lösen der Zugbremse auch bei einer ungewöhnlichen Undichtigkeit, einer Unterbrechung der Hll (durch Eingriff der Mirel oder Betätigung der Fahrgastnotbremse) oder einer Zugtrennung signalisiert werden kann. Die selbsttätig wirkende Bremse wird auch von der CRV-AVV in den Modi Geschwindigkeitsregelung und Zielbremsen angesteuert. Mit den beiden DAKO-BP-Bremsventilen erfolgt die Bedienung der direkt wirkenden Bremse, die gegebenenfalls auch einen Ausfall der EDB kompensiert. Je eine Handbremse pro Führerstand dient zur Sicherung des abgestellten Tfz.
Die neue Tribotec-Sandstreuanlage verfügt über beheizte Mischeinrichtungen und Düsen. Im Falle einer Notbremsung wird über 20 km/h automatisch gesandet. Zum dynamischen Achslastausgleich dienen vier Pneumatikzylinder an den Drehgestellen. Beim Beschleunigen werden über sie die in Fahrtrichtung vorderen Radsätze eines Drehgestells belastet, bei Ansteuerung der EDB die hinteren.

## Betriebseinsatz
Alle Lokomotiven wurden nach ihrer nach Fertigstellung im Reparaturzentrum für Schienenfahrzeuge (tschechisch SOKV – Středisko oprav kolejových vozidel) České Budějovice stationiert. Nach der Personalschulung anderer Depots kamen sie von dort aus auch nach Pilsen, Brünn und Nordmähren.
Nach Erhalt der Zulassung für die Slowakei und Ungarn 2012 kommt die BR 363.5 dort seit Frühjahr 2013 durch den nicht mehr notwendigen Lokomotivwechsel vor Containerzügen ab Děčín zum Einsatz. Erzzüge befördern sie vom kroatisch-ungarischen Grenzbahnhof Gyékényes nach Ostrava-Bartovice und Petrovice u Karviné. Mit Containerzügen erreichen sie auch das Terminal in Haniska bei Košice.
Anfangsschwierigkeiten nach dieser umfassenden Modernisierung bereiteten u. a. das fehlerhafte Ausschalten der Hauptschalter mit beiden gleichzeitig gehobenen Stromabnehmern und im Winter der zu niedrig gewählte Stromabnehmer-Anpressdruck im DC-System. Nach vier Betriebsjahren konstatierte ČD Cargo, dass die Maschinen der BR 363.5 eine tragende Säule im Betriebsablauf darstellen und den Mangel an Mehrsystemlokomotiven behoben. Sie präsentierten sich nach und nach als robuste und zuverlässige Lokomotiven, die ihre Hauptaufgabe erfüllen – schwere Güterzüge in den Ländern zu befördern, für die sie bestimmt waren. Disponenten schätzen bei der Planung den betrieblichen Vorteil, nicht auf die Leistung nur einer Lokomotive beschränkt zu sein und mit der Mehrfachsteuerung Züge mit einem Gesamtgewicht von über zweitausend Tonnen befördern zu können.
Obwohl die Hauptaufgabe von Mehrsystemlokomotiven in der Beförderung von Zügen über Systemgrenzen hinweg liegt, wird die BR 363.5 gelegentlich auch für andere Dienste eingesetzt, darunter für Kohlezüge aus dem Nordböhmischen und Falkenauer Becken oder für lokale Dienste rund um Ostrava. In Mehrfachtraktion befördern sie schwere Züge auf steigungsreichen Strecken, z. B. Prag–Pilsen, Pilsen–Cheb, Chomutov–Cheb, Prag–České Budějovice und anderen. Bei Bedarf kommen sie auf diesen Strecken auch als Schiebelokomotiven zum Einsatz.
Am 21. Oktober 2015 erreichte mit der 363 528 erstmals eine Lokomotive der BR 363.5 den rumänischen Grenzbahnhof Curtici.
Am 5. Juni 2024 wurde bei einem Unfall in Pardubice die 363 529, Baujahr 1984, schwer beschädigt.

## Galerie

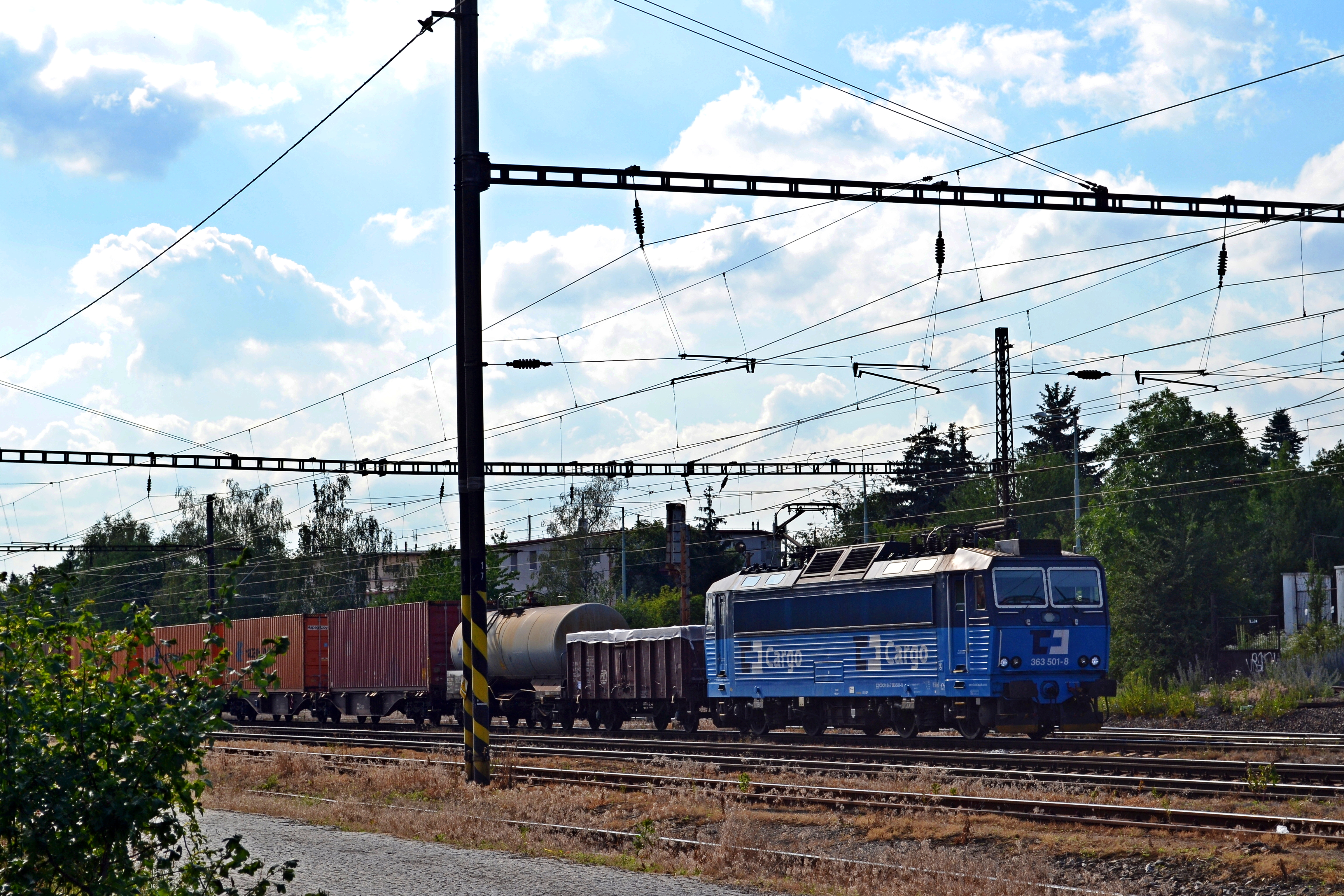
363 501 in Prag-Hostivař
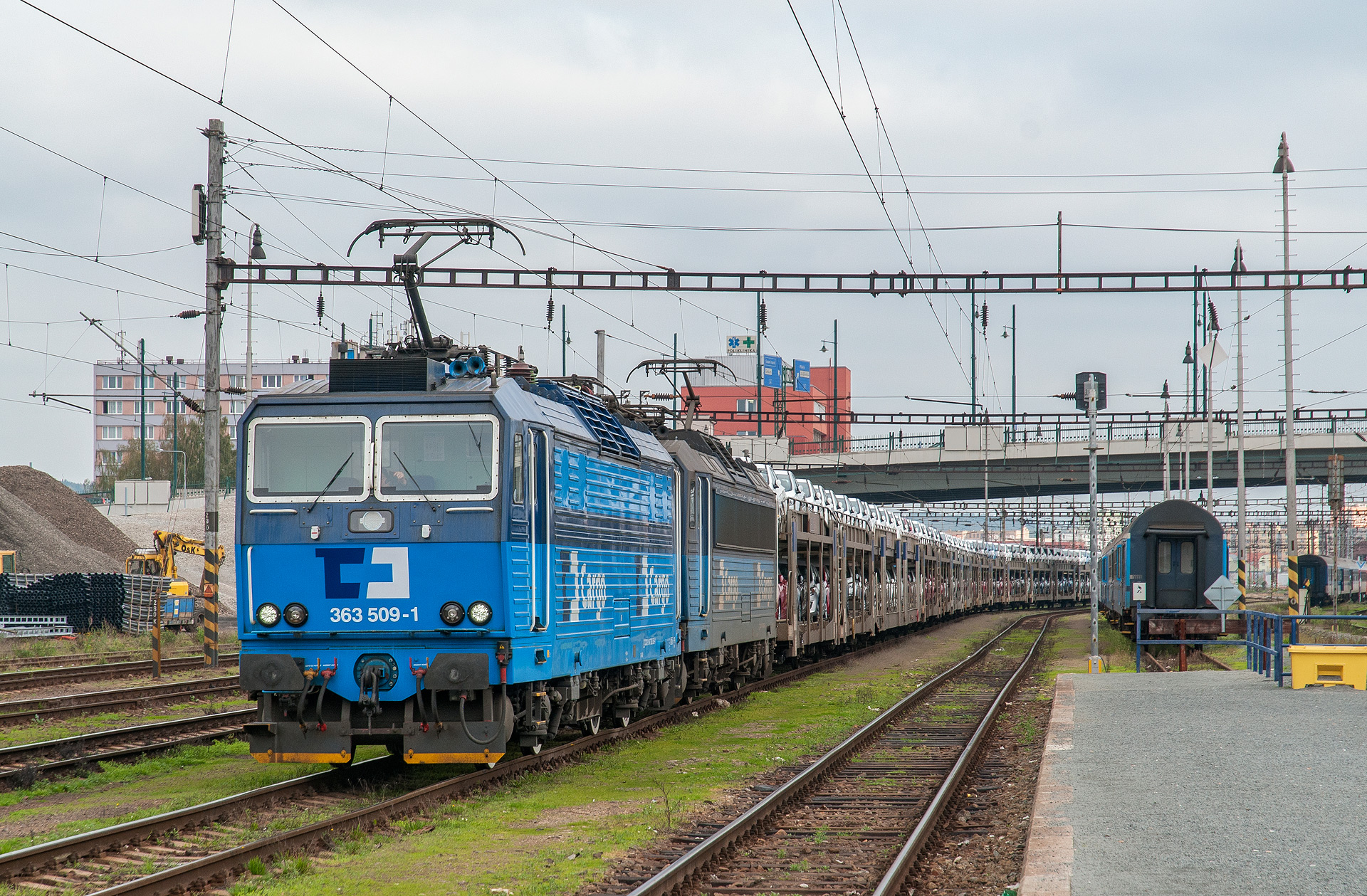
Baureihe 363.5 in Mehrfachtraktion
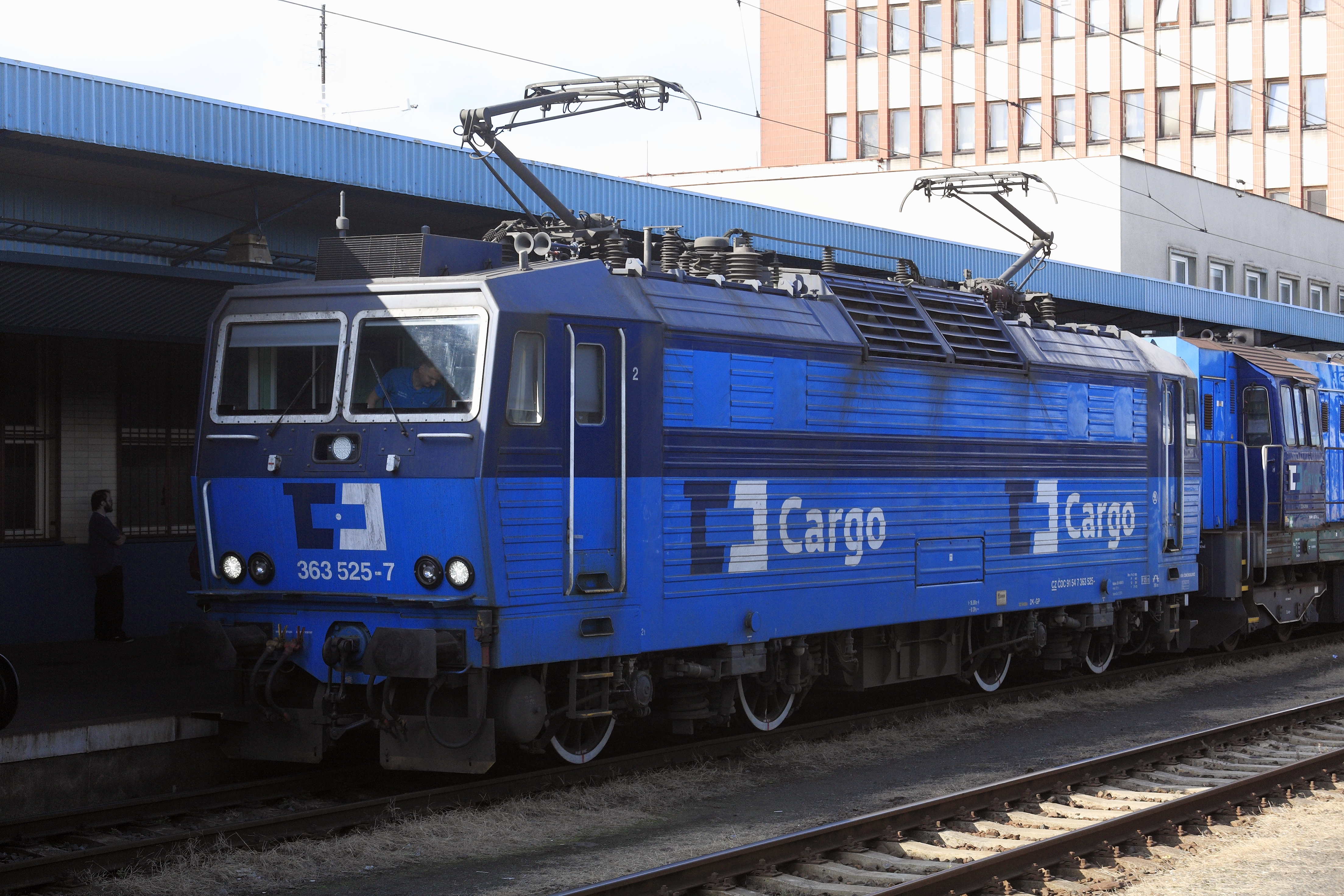
363 525 im Bahnhof Cheb (Eger)